# Philipp Erdmann von Parsenow
Philipp Erdmann von Parsenow (* 1686; † 1752) war ein deutscher Landrat und Landesdirektor in Vorpommern.

## Leben
Philipp Erdmann entstammte der adligen Familie von Parsenow. Er war Hauptmann in preußischen Diensten, später Landrat und schließlich Landesdirektor im preußischen Teil Vorpommerns.
Philipp Erdmann von Parsenow war Erbherr auf Müssentin, Klein Toitin, Zemmin und Tutow. 1716 verkaufte er das Gut Bentzin an Franz von Glasenapp.
Er war mit Magdalene Sophie von Grabow verheiratet. Der Ehe entstammten:
- Otto Hans Carl von Parsenow (um 1710–1761), Kammerdirektor in Minden, Erbherr auf Tutow und Wittenwerder
- August von Parsenow (1714–1765), Landrat des Anklamschen Kreises, Erbherr auf Klein Toitin und Zemmin
- Ludwig von Parsenow, Erbherr auf Müssentin[2]